# Trechimorphus
Trechimorphus is een geslacht van kevers uit de familie van de loopkevers (Carabidae). De wetenschappelijke naam van het geslacht is voor het eerst geldig gepubliceerd in 1927 door Jeannel.

## Soorten
Het geslacht Trechimorphus omvat de volgende soorten:
- Trechimorphus apterus Moore, 1972
- Trechimorphus brunneus Moore, 1972
- Trechimorphus diemenensis (Bates, 1878)
- Trechimorphus semipunctatus Moore, 1972
- Trechimorphus solidior (Blackburn, 1901)
- Trechimorphus westraliensis Moore, 1972